# Otwarty Puchar Polski w pływaniu synchronicznym
Puchar Polski Open w pływaniu synchronicznym - impreza organizowana od 2009 roku przez Autonomiczny Komitet Pływania Synchronicznego Polskiego Związku Pływackiego.
Zawody odbywają się tylko w konkurencji układów dowolnych bez ograniczeń wiekowych. Każdy klub może wystawić dwie solistki, dwa duety, jeden zespół (8 osób) i jedną kombinację (10 osób).
W 2009 roku zawody odbyły się w Śremie, a w 2010 i 2011 w Lesznie. We wszystkich zawodach zwycięstwo wywalczył klub AZS AWF Poznań.
| Rok i miejsce | Solo                               | Duet                                                  | Zespół         | Kombinacja     | Klasyfikacja ogólna |
| Śrem 2009     | Weronika Sękowska - AZS AWF Poznań | Anna Klimaszyk i Emilia Szczepaniak - AZS AWF Poznań  | AZS AWF Poznań | AZS AWF Poznań | AZS AWF Poznań      |
| Leszno 2010   | Weronika Sękowska - AZS AWF Poznań | Weronika Sękowska i Sara Krawczyńska - AZS AWF Poznań | AZS AWF Poznań | AZS AWF Poznań | AZS AWF Poznań      |
| Leszno 2011   | Sandra Kaczmarek - AZS AWF Poznań  | Joanna Jaśkowiak i Olga Rusinek - AZS AWF Poznań      | AZS AWF Poznań | AZS AWF Poznań | AZS AWF Poznań      |
| Poznań 2012   | Sandra Kaczmarek - AZS AWF Poznań  | Anna Klimaszyk i Emilia Szczepaniak - AZS AWF Poznań  | AZS AWF Poznań | AZS AWF Poznań | AZS AWF Poznań      |